# Dynamo Budweis
Der Sportovní klub Dynamo České Budějovice a. s., kurz SK Dynamo České Budějovice und im deutschen Sprachraum allgemein bekannt als Dynamo Budweis, ist ein Fußballverein aus der tschechischen Stadt Budweis (tschechisch České Budějovice).

## Vereinsgeschichte
Fußball gespielt wurde in Budweis ab 1898. Ein Verein wurde 1900 gegründet, er blieb lange Zeit ohne überregionalen Erfolg, erst Anfang der 1930er Jahre spielte er um die tschechoslowakische Amateurmeisterschaft mit. Danach verpasste er in fünf Spieljahren hintereinander knapp den Aufstieg in die 1. Liga. 1934 beschloss die Vereinsführung, den Professionalismus einzuführen. Der Aufstieg in die 1. Liga gelang erst 1947, als Vorletzter 1948 musste Dynamo aber gleich wieder absteigen. Die Rückkehr in die höchste Spielklasse gelang 1985. In dieser Saison erreichte die Mannschaft auch das tschechische Pokalfinale, unterlag dort aber Dukla Prag. Dieses Mal konnte sich der Verein zwei Jahre in der 1. Liga halten. Der nächste Aufstieg folgte 1991. Erneut stieß die Mannschaft bis in das Finale des Tschechischen Pokals vor, musste sich aber diesmal Baník Ostrava geschlagen geben. In der Premierensaison der eigenständigen tschechischen Liga 1993/94 landeten die Südböhmen vor allem dank eines jungen Spielers namens Karel Poborský überraschend auf dem sechsten Platz. Obwohl neben Poborský auch weitere Leistungsträger die Mannschaft verließen, belegte sie 1994/95 den siebten Platz. Nach einem elften Platz im darauffolgenden Jahr wiederholte Dynamo 1996/97 mit dem sechsten Rang den drei Jahre alten Erfolg. Es ist bis heute der größte Erfolg der Vereinsgeschichte.
In den folgenden Jahren wurde aus Dynamo Budweis eine „Fahrstuhlmannschaft“, Ab- und Aufstiege wiederholten sich fast im jährlichen Intervall. In der Winterpause 2004/05 gelang dem Verein mit der Verpflichtung von Nationalspieler Karel Poborský, der im Streit seinen Vertrag bei Sparta Prag aufgelöst hatte, ein spektakulärer Coup. Er war maßgeblich am Wiederaufstieg in die Gambrinus-Liga beteiligt. Bemerkenswert ist die Tatsache, dass Poborský selbst Vorstandsvorsitzender des Vereins ist.

## Trainer (unvollständig)
- Josef Zeman (1949, 1957–1959)
- Jiří Kotrba (1989–1991, 2011)
- Pavel Tobiáš (1993–1997, 1998–2000, 2002–2004, 2008–2009)
- Milan Bokša (2001–2002)
- Robert Žák (2004–2005)
- František Cipro (2005–2007, 2011–2012, 2015)
- Jan Poštulka (2005–2006)
- František Straka (2007–2008)
- Jan Kmoch (2008)
- Jaroslav Šilhavý (2009–2011)
- Miroslav Soukup (2012–2013)
- Pavel Hoftych (2013)
- Luboš Urban (2014–2015)
- Jiří Lerch (2022, 2023–2024, 2025)
- Marek Nikl (2022–2023)
- Tomáš Zápotočný (2023)
- František Straka (2024–2025)

## Spieler (unvollständig)
- Josef Zeman (19??–1932) Jugend, (1932–1936, 1946–1948) Spieler
- Jiří Němec (1981–1985) Jugend, (1985–1987) Spieler
- Karel Poborský (1984–1987, 1988–1991) Jugend, (1991–1994, 2005–2007) Spieler
- Karel Vácha (1985–1989) Jugend, (1991–1996, 1999–2002) Spieler, mit 54 Erstligatoren bester Torschütze
- Roman Lengyel (1987–1996) Jugend, (1997–1999) Spieler
- David Lafata (1992–1999) Jugend, (1999–2001, 2002–2005) Spieler
- Jaroslav Drobný (1993–1997) Jugend, (1999–2001, 2019–2021) Spieler

## Kader 2024/25
Stand: 13. Februar 2025
| Nr. |            | Position | Name             |
| --- | ---------- | -------- | ---------------- |
| 2   | Tschechien | AB       | Jan Brabec       |
| 3   | Tschechien | AB       | Petr Hodouš      |
| 4   | Tschechien | AB       | Václav Míka      |
| 5   | Slowakei   | AB       | Richard Križan   |
| 6   | Nigeria    | ST       | Quadri Adediran  |
| 9   | Tschechien | ST       | Jirí Skalák      |
| 10  | Tschechien | MF       | Filip Havelka    |
| 11  | Tschechien | ST       | Vojtěch Hora     |
| 12  | Tschechien | ST       | Pavel Osmančík   |
| 13  | Tschechien | ST       | Zdeněk Ondrášek  |
| 14  | Tschechien | MF       | Emil Tischler    |
| 15  | Tschechien | AB       | Ondřej Čoudek    |
| 16  | Tschechien | AB       | Nicolas Gorosito |
| 17  | Osterreich | AB       | Vincent Trummer  |

| Nr. |                | Position | Name                |
| --- | -------------- | -------- | ------------------- |
| 18  | Nigeria        | ST       | Marvis Ogiomade     |
| 20  | Tschechien     | MF       | Michal Hubínek      |
| 21  | Mongolei       | ST       | Tuguldur Gantogtokh |
| 22  | Slowakei       | AB       | Peter Pekarík       |
| 23  | Tschechien     | ST       | Jakub Matoušek      |
| 25  | Mali           | AB       | Mamadou Koné        |
| 27  | Tschechien     | MF       | David Krch          |
| 29  | Tschechien     | TW       | Colin Andrew        |
| 30  | Tschechien     | TW       | Martin Janáček      |
| 33  | Tschechien     | TW       | Vilém Fendrich      |
| 45  | Nigeria        | ST       | Ubong Ekpai         |
| 77  | Tschechien     | ST       | Robin Polanský      |
|     | Nordmazedonien | MF       | Rayan Berberi       |

## Vereinsnamen

Logo des Dynamo-JČE České Budějovice (1991–1992)

Der Verein wurde 1905 als AFK České Budějovice gegründet. Später hieß er bis 1948 SK České Budějovice. Danach gab es mehrere Umbenennungen innerhalb kurzer Zeit: 1949 in Sokol JČE České Budějovice, 1951 in ZSJ Slavia České Budějovice, 1953 in DSO Dynamo České Budějovice.
Zwischen 1958 und 1991 hieß der Verein TJ Dynamo České Budějovice, von 1991 bis 1992 SK Dynamo-JČE České Budějovice.
Ab 1992 bis 1999 lautete die offizielle Bezeichnung SK České Budějovice JČE, anschließend von 1999 bis 2004 SK České Budějovice. 2004 kehrte man auf Wunsch der Anhänger zur Bezeichnung SK Dynamo České Budějovice zurück.